# Franco Mannella
Franco Mannella (San Giovanni Teatino, 4 giugno 1963) è un attore, doppiatore e regista teatrale italiano.

## Carriera e biografia
Diplomatosi attore nel 1988 presso la scuola La Scaletta di Roma, è attivo prevalentemente a teatro e nel doppiaggio, per cui è noto come voce di Roger l'alieno nella serie animata American Dad!; nel 2006 è stato premiato al Festival del doppiaggio Voci nell'Ombra, nella categoria Miglior voce caratterista, per aver doppiato Paul Giamatti in Cinderella Man - Una ragione per lottare. Già ospite in passato di alcuni varietà televisivi, nel 2013 partecipa al programma NeriPoppins con Neri Marcorè. Nel 2017 recita nel ruolo di Macduff in Macbeth Neo Film Opera, adattamento cinematografico del Macbeth shakespeariano.

## Teatro

### Attore
- La commedia della vanità di Elias Canetti, regia di Franco Però (1988)
- Qui nessuno FS, regia di Massimo Cinque (1988)
- Triogloditi, regia di Massimo Cinque (1992)
- I guardiani di porci, regia di Claudio Corbucci e Mauro Marsili (1993)[5]
- Sabato, domenica e lunedì di Eduardo De Filippo, regia di Giuseppe Patroni Griffi (1994-1995)
- Suite di compleanno di Robin Hawdon, regia di Claudio Insegno (1996)[6]
- Babbo Natale è uno stronzo di Balasko Chazel, regia di Claudio Insegno (1997)
- C'è un fantasma nel mio letto di Alan Ayckbourn, regia di Claudio Insegno (1998)
- La poltrona nº 30 di Ellery Queen, regia di Marco Belocchi (1998)[7]
- Il calapranzi di Harold Pinter, regia di Danilo Nigrelli (1999)
- Lista di nozze, regia di Roberto Stocchi (2001)
- Colto in flagrante di Derek Benfield, regia di Claudio Insegno (2001)
- Condannato a morte/L'ultimo giorno, da Victor Hugo, regia di Sergio Sivori (2001, 2003-2004)[8]
- Camere da letto di Alan Ayckbourn, regia di Stefano Messina (2002)[9]
- Soap Opera di Roberto Ciufoli, Francesca Draghetti, Tiziana Foschi, Pino e Claudio Insegno, regia di Claudio Insegno (2003)
- Notte in bianco di Sabrina Pellegrino e Tiziana Donati, regia di Claudio Insegno (2003)
- Gran varietà di autori vari, regia di Roberto Stocchi (2003)
- Shakespeare a parte, da William Shakespeare, scritto e diretto da Francesca Draghetti (2003)
- Gli allegri chirurghi di Ray Cooney, regia di Claudio Insegno (2003-2005)[10]
- Quartett di Heiner Müller, regia di Sergio Sivori (2006)[11]
- Flaiano in 3D, da Ennio Flaiano, regia di Franco Mannella e Giuseppe Militello (2010-2013)[12]
- E se D'Annunzio..., da Gabriele D'Annunzio, regia di Franco Mannella, musiche di Oberdan Fratini (2011)[13]
- Play, regia di Franco Mannella (2011)
- Play Shakespeare, da William Shakespeare, regia di Franco Mannella (2012-2015)
- Ovidio – Suoni, parole, atmosfere, da Ovidio, regia di Franco Mannella e Chiara Colizzi (2017)
- In varietà vi dico..., regia di Franco Mannella (2017)
- Se i personaggi in cerca di autore, da Luigi Pirandello, regia di Franco Mannella (2019)
- Sognare, volare... Forse – Concerto al tramonto, regia di Franco Mannella ed Emiliano Begni (2020)
- Histoire du soldat di Igor Stravinsky, in collaborazione con l'Orchestra Colibrì Ensemble, regia di Franco Mannella (2022)
- Destinatario sconosciuto di Katherine Kressmann Taylor, regia di Franco Mannella e Mario Massari (2022)[14]
- Riccardo Terzo Atto Primo di William Shakespeare, regia di Franco Mannella (2022)
- Tutti parlano di Jamie di Tom MacRae e Dan Gillespie Sells, regia di Piero Di Blasio, Teatro Brancaccio (2022-2023)[15]
- Romeo e Giulietta di William Shakespeare, regia di Andrea Gallo e Franco Mannella, musiche di Pëtr Il'ič Čajkovskij e Sergei Prokofiev eseguite dall'Orchestra Colibrì Ensemble (2023)[16]
- Stanlio e Ollio, amici fino all’ultima risata, regia di Claudio Insegno, Teatro Stabile d'Abruzzo (2023)[17]
- Shakespeare da ascoltare - Prima della prova, regia di Franco Mannella (2024)[18]
- Chicchignola di Ettore Petrolini, regia di Massimo Venturiello, scenografie di Alessandro Chiti, musiche di Mariano Bellopede, con Maria Letizia Gorga (2024)[19]

### Regista
- Poetas (2008)
- Lègo ergo... Viaggio nella letteratura, con musiche di Oberdan Fratini (2009)
- Flaiano in 3D, co-diretto con Giuseppe Militello (2010-2013)[12]
- E se D’Annunzio… (2011)
- Per favore toglietevi le scarpe di Francesco Cavuoto e Adelchi Battista (2011)[20]
- Play, in collaborazione con Accademia San Paolo (2011)
- Play Shakespeare (2012-2015)
- Ma c’è anche Woody Allen? (2014)
- Olea et Labora (2017
- Ovidio – Suoni, parole, atmosfere (2017), co-diretto con Chiara Colizzi
- In varietà vi dico... (2017)
- Uno spettacolo (2018)
- Se i personaggi in cerca di autore (2019)
- Sognare, volare... Forse – Concerto al tramonto (2020), co-diretto con Emiliano Begni
- Mossi dal vento (2020), co-diretto con Elisa Di Cristofaro
- Donne dagli occhi grandi (2020) di Chiara Colizzi e Giò Giò Rapattoni
- Due Atto Unico di Anton Čechov, da Anton Čechov (2021)
- Per un teatro contadino (2021)
- Histoire du soldat (2022)
- Destinatario sconosciuto, co-diretto con Mario Massari (2022)
- Riccardo Terzo Atto Primo (2022)
- Romeo e Giulietta, co-diretto con Andrea Gallo (2023)
- Shakespeare da ascoltare - Prima della prova (2024)[18]

## Filmografia

### Cinema
- Le faremo tanto male, regia di Pino Quartullo (1988)
- Frammenti, regia di Paolo Busca (1988)
- Scontro di civiltà per un ascensore a Piazza Vittorio, regia di Isotta Toso (2010)
- Macbeth Neo Film Opera, regia di Daniele Campea (2017)

### Televisione
- La squadra - serie TV (2000)
- Distretto di Polizia 5 - serie TV (2005)
- Cotti e mangiati - sitcom (2006)
- Gente di mare - serie TV (2006)
- Supersex - serie TV (2024)

### Cortometraggi
- Il cuore rivelatore, regia di Paolo Busca (1993)
- Amore lontano, regia di Maurizio Fei (1996)
- Se non l'avessi rivisto, regia di Maurizio Fei (1998)
- Uno su seicento milioni, regia di Maurizio Fei (1999)
- Edicola, regia di Maurizio Fei (1999)
- Ultime volontà, regia di Maurizio Fei (2002)
- Ignotus, regia di Max Bartoli (2006)
- Rivivere, regia di Ettore Fiore (2023)

## Programmi TV
- Gran Premio, regia di Gino Landi, condotto da Pippo Baudo (1990)
- Biglietto di invito, condotto da Milly Carlucci (1991)
- Acqua calda, regia di Gino Landi, condotto da Nino Frassica e Giorgio Faletti (1992)
- Quelli del giro, condotto da Oliviero Beha (1993)
- NeriPoppins, regia di Cristiano D'Alisera, condotto da Neri Marcorè (2013)

## Doppiaggio

### Film
- Eddie Marsan in V per Vendetta, Biancaneve e il cacciatore, La fine del mondo, Still Life, Zona d'ombra, The Limehouse Golem - Mistero sul Tamigi, L'ora più bella, The Silent Man, Il professore e il pazzo, The Gentlemen, Sicario - Ultimo incarico, La furia di un uomo - Wrath of Man, Una vita in fuga, The Contractor, Ray Donovan: The Movie, Operation Fortune, Fair Play, Back to Black
- Steve Carell in Melinda e Melinda, Notte folle a Manhattan, Cercasi amore per la fine del mondo, La grande scommessa, La battaglia dei sessi, Vice - L'uomo nell'ombra, Asteroid City
- Kad Merad in Giù al Nord, Il piccolo Nicolas e i suoi genitori, L'immortale, La guerra dei bottoni, Supercondriaco - Ridere fa bene alla salute, Le vacanze del piccolo Nicolas
- Dany Boon in Un piano perfetto, Un tirchio quasi perfetto, Raid - Una poliziotta fuori di testa, Ti ripresento i tuoi, 8 Rue de l'Humanité, Il caso Josette
- John C. Reilly in Chicago, The Aviator, Cyrus, Guardiani della Galassia, Il racconto dei racconti - Tale of Tales
- Paul Giamatti in Cinderella Man - Una ragione per lottare, Fred Claus - Un fratello sotto l'albero, Duplicity, The Congress, The Holdovers - Lezioni di vita, Black Mirror
- Chiwetel Ejiofor in Inside Man, Red Dust, I figli degli uomini, Il segreto dei suoi occhi, Bridget Jones - Un amore di ragazzo
- Mark Gatiss ne Il traditore tipo, Ritorno al Bosco dei 100 Acri, Mission: Impossible - Dead Reckoning, Mission: Impossible - The Final Reckoning, I Fantastici Quattro - Gli inizi
- Mathieu Amalric in Racconto di Natale, Gli amori folli, Adèle e l'enigma del faraone, Tournée, La trama fenicia
- Anthony Anderson in Io, me & Irene, Scary Movie 3 - Una risata vi seppellirà, Il padre di mio figlio, Scary Movie 4
- Ben Mendelsohn in Trespass, Il cavaliere oscuro - Il ritorno, Come un tuono, Two Mothers
- Tony Cox in Babbo bastardo, Hot Movie - Un film con il lubrificante, Disaster Movie, Babbo bastardo 2
- Clark Gregg ne Il bacio che aspettavo, Soffocare, (500) giorni insieme
- David Koechner in Cose da maschi, Hazzard, Agente Smart - Casino totale
- Andrew McNee in Diario di una schiappa, Diario di una schiappa 2 - La legge dei più grandi, Diario di una schiappa - Vita da cani
- Michael Stuhlbarg in A Serious Man, Hugo Cabret, Blue Jasmine, The Instigators, Operazione vendetta
- Warwick Davis in Ray, Le cronache di Narnia - Il principe Caspian, Il cacciatore di giganti
- Angus Barnett ne La maledizione della prima luna, Pirati dei Caraibi - Ai confini del mondo, Pirati dei Caraibi - La vendetta di Salazar
- Toby Jones in Ember - Il mistero della città di luce, Marilyn, Infinite
- Oscar Nuñez in Ricatto d'amore, Come per disincanto - E vissero infelici e scontenti, Scivolando sulla neve
- Colm Feore in Thor, Jack Ryan - L'iniziazione
- Douglas Hodge ne La fiera delle vanità, Gemini Man
- Alain Chabat ne L'arte del sogno, Una notte al museo 2 - La fuga
- Ryan Gage ne Lo Hobbit - La desolazione di Smaug, Lo Hobbit - La battaglia delle cinque armate
- Jamie Foxx in The Amazing Spider-Man 2 - Il potere di Electro, Spider-Man: No Way Home
- Andy Richter ne La figlia del mio capo, Una pazza giornata a New York
- Patrick Dempsey in Scream 3, Le regole della truffa
- Jon Favreau in Wimbledon, Tutto può succedere - Something's Gotta Give
- Ben Miller in Johnny English, Johnny English colpisce ancora
- Michael Sheen ne Le quattro piume, Blood Diamond - Diamanti di sangue
- Rob Corddry ne Lo spaccacuori, Notte brava a Las Vegas
- John Ortiz in American Gangster, Io sono nessuno 2
- Don Cheadle in Mission to Mars, Hotel Bau
- Adeel Akhtar in Enola Holmes, Enola Holmes 2
- Karl Markovics ne Il falsario - Operazione Bernhard, La scelta del re
- Ingvar Eggert Sigurðsson in Rebel Moon - Parte 1: Figlia del fuoco, Rebel Moon - Parte 2: La sfregiatrice
- Ali Suliman in Nessuna verità, Arthur the King - Insieme a ogni costo
- Tony Hale in Clifford - Il grande cane rosso, Opus - Venera la tua stella
- Steve Park in The French Dispatch of the Liberty, Kansas Evening Sun, Death of a Unicorn
- Arliss Howard in Mank, The Killer
- Toby Huss in Copshop - Scontro a fuoco, Weapons
- Johnny Knoxville in Small Apartments
- Édouard Baer in Asterix & Obelix al servizio di Sua Maestà
- Stephen Bogaert in Moonfall
- Eric Dane in Io & Marley
- Antonio Cantos in Viaggio a Betlemme
- Jean-Claude Van Damme ne I mercenari 2
- Pat McKenna in Wingin' It
- Sándor Badár in Kontroll
- J. C. MacKenzie in My One and Only
- Kris Marshall in Un matrimonio all'inglese
- Larry Bagby in Quando l'amore brucia l'anima - Walk the Line
- Tim Meadows in Alieni in soffitta
- Tim Robbins in Perfect Day
- Michael Rooker in Horizon: An American Saga - Capitolo 1
- Peter MacNicol in Game Change
- Adrian Schiller in The Danish Girl
- Michael Kelly in Fair Game - Caccia alla spia
- Parvin Dabas in Il mio nome è Khan
- Roger Bart ne La donna perfetta
- Michael Bowen in Kill Bill: Volume 1
- Pat Finn in È complicato
- Nao Ōmori ne L'ultimo yakuza
- Quentin Tarantino in Django Unchained
- James Parks in The Hateful Eight
- Stéphane De Groodt in Tutti pazzi in casa mia
- Ty Olsson in X-Men 2
- John Peters ne La carica dei 101 - Questa volta la magia è vera
- A. Russell Andrews in Matrimonio impossibile
- John Michael Higgins in Yes Man
- Raynor Scheine in The Sentinel - Il traditore al tuo fianco
- Martin Mull in Mrs. Doubtfire - Mammo per sempre
- Griffin Dunne in Broken City
- Reggi Wyns in Brown Sugar
- Noah Emmerich in Amore senza confini - Beyond Borders
- Paul Sanchez in Cast Away
- Mike Myers ne Il gatto... e il cappello matto
- Manny Pérez in Bella
- Graham Norton in 2 Young 4 Me - Un fidanzato per mamma
- Asim Chaudhry in Paddington
- Mehdi El Glaoui in Belle & Sebastien
- Bronzell Miller in Un ciclone in casa
- Rob Riggle in Una notte da leoni
- David Thewlis in Red 2
- Stephen Spinella in Lincoln
- Edward Burns in L'amore non va in vacanza
- Yılmaz Erdoğan in The Water Diviner
- Edward Woodall in Master & Commander - Sfida ai confini del mare
- Christopher Evan Welch in The Master
- Tom Cordier in Midnight in Paris
- Simon McBurney in Magic in the Moonlight
- Colman Domingo in Selma - La strada per la libertà
- Michael Cudlitz in Piovuta dal cielo
- Idris Elba in The Mountain Between Us
- Adil Hussain in Cosa dirà la gente
- Murat Cemcir ne L'albero dei frutti selvatici
- Vladimir Maškov in The Crew - Missione impossibile
- Javier Cámara ne La nostra storia
- Brian d'Arcy James in West Side Story
- Tenma Shibuya in Ip Man
- Bernard Campan in Beautiful Minds
- Peter Billingsley in A Christmas Story Christmas
- Dallas Roberts in Glass Onion: Knives Out
- Leonardo Hassum in Vicini per forza
- Thorbjørn Harr in Kadaver
- Flea in Babylon
- Patrick Barlow in Nanny McPhee - Tata Matilda
- Jason Clarke in Oppenheimer
- Ron Livingston in Una torta per l'uomo giusto
- Oliver Masucci in The Palace
- Álex Angulo in Il labirinto del fauno
- Eduardo Noriega ne La bella e la bestia
- Leandro Hassum in Un vampiro in famiglia
- Narratore in Io c'è
- John Flanders in The Room - La stanza del desiderio
- Guillaume de Tonquédec in Un colpo di fortuna - Coup de chance
- Diego Alonso in Goyo
- Damon Herriman in The Bikeriders
- Sami Bouajila in The Crow - Il corvo
- Daniel Betts in Alien: Romulus
- Peter Jacobson in Smile 2
- Edward Hamilton Clark in The Substance
- Euthymīs Filippou in Alps
- Karen Karagulian in Anora
- Kresh Novakovic in Ti presento i miei
- Simon Kunz in F1 - Il film
- Enrico Colantoni in Humane
- Danny Huston in Una pallottola spuntata

### Film d'animazione
- Soldato in Madagascar, Madagascar 2, Madagascar 3 - Ricercati in Europa, I pinguini di Madagascar
- Esperimento 625 in Provaci ancora Stitch!, Leroy & Stitch
- Fifi in Boog & Elliot 2, Boog & Elliot 3
- Canbaluc in Cuccioli - Il codice di Marco Polo, Cuccioli - Il paese del vento
- Rinaldo in Happy Feet, Happy Feet 2
- Maestro Croc in Kung Fu Panda 2, Kung Fu Panda 3
- Nico in Rio, Rio 2 - Missione Amazzonia
- Maltin e Flak in Trash - La leggenda della piramide magica
- Greg Universe in Steven Universe: Il film
- Roll in A Bug's Life - Megaminimondo
- Glump in Due leoni per un trono
- Ruben in Giuseppe - Il re dei sogni
- Guardia ne Il gobbo di Notre Dame II
- Orecchie Piatte in Sabrina - Amiche per sempre
- I.N.T.E.L.L.I.G.E.N.C.E. in Team America: World Police
- Spike ne I Rugrats nella giungla
- Pellicano #1 in Alla ricerca di Nemo
- Hobo Starnuto in I Roteò e la magia dello specchio
- Oweka in Bionicle 2 - Le leggende di Metru Nui
- Sbronza in Striscia, una zebra alla riscossa
- Verne ne La gang del bosco
- Cryptograf in Asterix e i vichinghi
- Adam Flayman in Bee Movie
- Otto ne I Simpson - Il film
- Farlok ne L'arca di Noè
- L'agente in Bolt - Un eroe a quattro zampe
- Consigliere Wedgie in Mostri contro alieni
- Ori Sivan in Valzer con Bashir
- Steven in Panico al villaggio
- Seamus in Cani & gatti - La vendetta di Kitty
- Fred McDade in Cattivissimo me
- Il ciambellano ne La vera storia del gatto con gli stivali
- Charles in Animals United
- Merrimack in Rango
- Baron in I sospiri del mio cuore
- Il manager in Sammy 2 - La grande fuga
- Corkus in Berserk - L'epoca d'oro
- Bufo in Epic - Il mondo segreto
- Guy Gagnè in Turbo
- Reginald in Justin e i cavalieri valorosi
- Roper in Planes
- Alex in A spasso con i dinosauri
- Politenero in The LEGO Movie
- Smith in Tarzan (2013)
- Ditone in Nut Job - Operazione noccioline
- Lo Spaventapasseri ne Il magico mondo di Oz
- Sovraintendente Cad Spinner in Planes 2 - Missione antincendio
- Herbert Trubshaw in Boxtrolls - Le scatole magiche
- Papà di Mune in Mune - Il guardiano della luna
- Dave in Ooops! Ho perso l'arca...
- Brandon/Tortie in Hotel Transylvania 2
- Conchiglia parlante in Alla ricerca di Dory
- Mortadello in Mortadello e Polpetta contro Jimmy lo Sguercio
- Clank in Ratchet & Clank
- Gilbert in Vita da giungla: alla riscossa! - Il film
- Dino ne I primitivi
- Smith Bellezza in Zanna Bianca
- Prete ne La famiglia Addams
- Peanut in Wonder Park
- Keita Saeki in Harmony
- Papà Oca in Birba - Micio combinaguai
- Rantanplan in Lucky Luke e la più grande fuga dei Dalton
- Ciacco/Pirata Fly in Leo da Vinci - Missione Monna Lisa
- Baffo in Baffo & Biscotto - Missione spaziale
- Guardia #1 in Barbie - La principessa e la povera
- Antipicco in Ralph spacca Internet
- Alberto Santos-Dumont in Dililì a Parigi
- Willard Stenk in Mister Link
- Comandante Burnside in Lightyear - La vera storia di Buzz
- Agente Van Yaris in Anna Frank e il diario segreto
- La Volpe in Pinocchio (2022)
- Gran Bretagna / Cyborg 007 in Cyborg 009 vs Devilman
- Duffle in Strange World - Un mondo misterioso
- Maurice ne Il prodigioso Maurice
- Kamek in Super Mario Bros. - Il film
- gatto in Yuku e il fiore dell'Himalaya
- Squirtle in Leo
- Paddy in Mary e lo spirito di mezzanotte
- Voce narrante in Puffin Rock - Il film
- Sir Simon de Canterville in Il fantasma di Canterville
- Luce in Orion e il Buio
- papà in Le avventure del piccolo Nicolas
- Alfonso in Tito e Vinni a tutto ritmo
- Milionario in Inu-ō
- Nermal in Garfield - Una missione gustosa
- Topo magico in IF - Gli amici immaginari
- Babbo Natale in La vigilia di Natale nel Paese delle Meraviglie
- Nitwit in Un film Minecraft
- Capo Zoran in Predator: Killer dei Killer
- Wallace in Wallace e Gromit - Le piume della vendetta

### Serie televisive
- Peter Jacobson in Law & Order - I due volti della giustizia,[21] The Lost Room, The Starter Wife, Law & Order - Unità vittime speciali,[22] Perception, Colony, NCIS: Los Angeles
- Eddie Marsan in Criminal Justice, Ray Donovan, Ragazze elettriche
- John Hannah in Spartacus - Sangue e sabbia, Spartacus - Gli dei dell'arena
- Kris Marshall in Delitti in Paradiso, Beyond Paradise
- Sean Cullen in Monster Warriors
- D. B. Woodside in 24
- Paul Ritter in Chernobyl
- David Thewlis in Kaos
- Douglas Hodge in The Great
- Kevin Weisman in Alias
- Michael DeLuise in Una mamma per amica
- Oliver Masucci in Tribes of Europa
- Tate Donovan in 24: Live Another Day
- Giancarlo Esposito in Better Call Saul
- Robert Knepper in Heroes
- Edward Hogg ne Gli Irregolari di Baker Street
- Rupert Penry-Jones in The Strain
- Brian Stepanek in Nicky, Ricky, Dicky & Dawn
- T. J. Thyne in Bones
- Michael Cudlitz in The Walking Dead
- Hassan Johnson in The Wire
- Evan Handler in Californication
- Stephen Merchant in Hello Ladies
- Eric Stonestreet in Modern Family
- Michael C. Hall in Six Feet Under
- Kadeem Hardison in K.C. Agente Segreto
- Jon Cryer in Due uomini e mezzo
- David DeLuise in I maghi di Waverly
- Oscar Ortega Sánchez in Squadra Omicidi Istanbul
- David Ury in Breaking Bad
- Robson Green in Grantchester
- Mark Gatiss in Sherlock
- Durul Bazan in Yaratilan - La creatura
- Matthew Lillard in Bosch
- Ernie Grunwald in Zack e Cody al Grand Hotel[23]
- Ben Falcone in God's Favorite Idiot
- Ben Miller in Doc Martin
- Adeel Akhtar in Sweet Tooth
- Jamie McShane in Mercoledì
- John Billingsley in Star Trek: Enterprise
- Andrew Robinson in Star Trek: Deep Space Nine (stagioni 4-7)
- Michael Paul Chan in The Closer
- Rory Acton Burnell in One Piece
- Ben Daniels in Jupiter's Legacy
- Tony Shalhoub in La fantastica signora Maisel[24]
- David Anthony Higgins in Mike & Molly
- Michael Emerson in Fallout
- Ian Gomez in Cougar Town
- Cary Elwes in Knuckles
- Paul Giamatti in Black Mirror (ep. 7x05)
- Adrian Scarborough in The Chelsea Detective
- Danny Huston in You Don't Know Jack - Il dottor morte
- Richard Dillane in Andor

### Serie animate
- Datamon e Digitamamon in Digimon Adventure
- Digitamamon in Digimon Adventure 02
- Zakenna maggiordomo B in Pretty Cure e Pretty Cure Max Heart
- Rantanplan ne I Dalton e in Rantanplan
- Roger e Rogu in American Dad!
- Otto Disc (st. 13+), Troy McClure (ep. 3x14), Disco Stu (ep. 13x19) e prof. Largo (ep. 15x3) ne I Simpson
- Tina (T-Rex) e Frankie Watterson ne Lo straordinario mondo di Gumball
- Soldato ne I pinguini di Madagascar
- Esperimento 625 Ruben in Lilo & Stitch
- Greg Universe in Steven Universe
- Vinnie in La crescita di Creepie
- Duca in Gawayn
- Volpe ne Il piccolo principe
- Gilbert in Vita da giungla: alla riscossa!
- Gru in Kung Fu Panda - Mitiche avventure (2ª voce, st. 2-3)
- Higsby in MegaMan NT Warrior
- Sol in Fairy Tail
- Mortimer in House of Mouse - Il Topoclub
- Turbo in Game Over
- Maxum Brain in I Fantaeroi
- Gorgius in Space Goofs - Vicini, troppo vicini! (ridoppiaggio 2014)
- Sig. Tod in Peter Coniglio
- Buster ne I fratelli Koala
- Sig. Hyunh in Hey, Arnold!
- Scheggia in In giro per la giungla
- Il secondo Mizukage Gengetsu Hozuki (2ª voce) in Naruto: Shippuden
- Ragoo in Yo Yo
- Remy Bones in Vampirina
- Lapalette in 44 gatti
- Mirtillo ne La collina dei conigli
- Alex in Close Enough
- Pedro in Excel Saga
- Korvo (1ª voce, st. 1-3) in Solar Opposites
- Satanasso Pigliatutto ne La serie di Cuphead!
- Jefferson Twilight in The Venture Bros.
- Foodball Joe in Oddballs
- Romper in Trolls: TrollsTopia
- Ranma Hinamatsuri in Cinderella Boy
- Volpe in Pinocchio and Friends
- Canbaluc in Cuccioli

### Videogiochi
- Mimir in God of War[25] e God of War Ragnarök[26]
- John Baxter in Tom Clancy's Splinter Cell[27]
- Scimmia Gialla e Kakeru in Ape Escape 2[28]
- Portiere e Robot in Topolino Prescolare[29]
- Hahn in Beyond Good & Evil[30]
- Calvin Wax in XIII
- Marshall Flinkman in Alias[31]
- Vince in Cars - Motori ruggenti[32]
- Flash/Wally West in Justice League Heroes[33]
- Sandman in Socom: U.S. Navy SEALs Fireteam Bravo
- Scarecrow in Folklore[34]
- Dj Tre Cani in Fallout 3[35]
- Oswald il coniglio fortunato in Epic Mickey 2: L'avventura di Topolino e Oswald[36]
- Brucaliffo in Disneyland Adventures[37]
- Dr. Kendrick Kovac in Lost Planet 3[38]
- Sogen in Ghost of Tsushima[39]
- Tommy Cruz in Total Overdose: A Gunslinger's Tale in Mexico[40]
- Narratore in Io c'è
- Filippo Fanucci in UFL